# The Cotton Club
The Cotton Club is een Amerikaanse film uit 1984 van regisseur Francis Ford Coppola. De hoofdrollen worden vertolkt door Richard Gere, Diane Lane en Gregory Hines. De film speelt zich af in Harlem, in en rond de bekende Cotton Club, tijdens de drooglegging van de jaren 20. Sommige aspecten van de film zijn waargebeurd en veel bijrollen zijn gebaseerd op historische personen.
De film kreeg uiteenlopende commentaren. Enerzijds werden de stijl en het uiterlijk van de film geprezen, anderzijds werden het verhaal en de acteerprestaties bekritiseerd. De film werd dan ook genomineerd voor zowel Oscars als Razzies, de twee tegenpolen op het gebied van filmprijzen. Tijdens het openingsweekend belandde de film op de vierde plaats op de lijst met meest bezochte films. De drie koplopers waren Beverly Hills Cop, Dune en 2010: The Year We Make Contact.

## Verhaal
Dixie Dwyer is een talentvolle cornetspeler. Na een optreden in de nachtclub van Madame St. Clair redt hij het leven van Dutch Schultz, een agressieve maffiabaas. Schultz is hem dankbaar en biedt hem een job als muzikant aan. Bovendien krijgt ook Dixies broer Vincent een job van Schultz. Tijdens een van de vele exclusieve feestjes ontmoet hij Vera Cicero, de maîtresse van Schultz. De twee voelen duidelijk iets voor mekaar, maar ze beseffen dat hun liefde onmogelijk is. Dutch Schultz is immers niet bereid te delen.
Ondertussen proberen de broers Sandman en Clay Williams het te maken als tapdansers. Er is echter één probleem: ze zijn zwart. Op een dag krijgen ze de kans om in de Cotton Club te spelen. Hun eerste optreden is erg succesvol en de broers zijn door het dolle heen. Maar de pret blijft niet duren. Sandman wordt smoorverliefd op zangeres Lila Rose Oliver. Zij heeft ook gevoelens voor hem, maar ze wil zich niet binden. Ze droomt immers van een Broadway-carrière.
Dixie houdt het niet lang meer uit bij Dutch Schultz. Hij voelt zich een slaaf. Daarom besluit hij de hulp in te roepen van Owney Madden, een andere maffiabaas. Madden is samen met Frenchy Demange eigenaar van de Cotton Club. Hij biedt Dixie een job aan in Hollywood, want hij zoekt nog een stroman die zijn belangen aan de westkust kan verdedigen. Dixie gaat akkoord, maar heeft schrik dat Schultz razend gaat worden. Madden verzekert hem dat Schultz zich rustig zal houden.
Sandman Williams heeft besloten solo te gaan. Zijn broer Clay neemt hem dit erg kwalijk. Sandman hoopt zo meer succes te hebben. Bovendien wil hij zo ook meer in de smaak vallen bij zijn grote liefde Lila. Maar Lila trekt naar Broadway, waar Vera Cicero ondertussen een eigen nachtclub heeft geopend. Sandman zoekt haar op en weet dat zijn gevoelens voor haar wederzijds zijn. Toch beginnen ze geen relatie. Hij is en blijft tenslotte maar een zwarte tapdanser.
Dixie krijgt in Hollywood de hoofdrol in de film Mob Boss. Wanneer hij naar het nachtleven van Harlem terugkeert, merkt hij dat er weinig veranderd is want Vera is nog steeds het schoothondje van Dutch Schultz. Eén ding is wel veranderd: de macht van Schultz. Binnen zijn eigen organisatie krijgt hij te maken met Vincent Dwyer, die steeds meer geld wil. Wanneer Schultz weigert om voldoende te betalen, begint Vincent zijn eigen bende. Hierdoor komt Dixie ongewild in een bloedige straatoorlog terecht. Vincent wordt de kop van jut en Schultz werkt zich door zijn impulsief gedrag steeds dieper in de nesten.
Tijdens een grote avond in de Cotton Club valt alles in z'n plooi. Owney Madden roept de hulp in van de Italiaanse gangsterbaas Charles Luciano. Samen besluiten ze om Schultz uit de weg te ruimen. Sandman heeft de ruzie met z'n broer ondertussen al bijgelegd. Hij treedt op en wordt de ster van de avond. Zijn laatste optreden van de avond sluit hij af met een oprechte liefdesverklaring aan het adres van Lila die in het publiek zit. Enkele tafels verder betrapt de echtgenote van Schultz haar man met Vera. Schultz probeert zich uit de problemen te praten, maar voelt de bui al hangen. Even later keert hij terug naar zijn hoofdkwartier, waar hij koelbloedig wordt doodgeschoten. Een dag later vertrekt Dixie met de trein. Hij verlaat Harlem en hoopt dat Vera hem zal vergezellen. Op het laatste nippertje merkt hij dat ze hem op het perron staat op te wachten.

## Rolverdeling
| Acteur             | Personage               |
| ------------------ | ----------------------- |
| Richard Gere       | Dixie Dwyer             |
| Gregory Hines      | Sandman Williams        |
| Diane Lane         | Vera Cicero             |
| James Remar        | Dutch Schultz           |
| Bob Hoskins        | Owney Madden            |
| Nicolas Cage       | Vincent Dwyer           |
| Lonette McKee      | Lila Rose Oliver        |
| Laurence Fishburne | Bumpy Rhodes            |
| Tom Waits          | Irving Stark            |
| Novella Nelson     | Madame St. Clair        |
| Joe Dallesandro    | Charles "Lucky" Luciano |
| Zane Mark          | Duke Ellington          |
| Ed O'Ross          | Monk                    |
| Maurice Hines      | Clayton "Clay" Williams |

## Trivia
- Regisseur Francis Ford Coppola en producer Robert Evans hadden voortdurend ruzie en dus mocht Evans op het einde niet meer op de set komen van Coppola. Bovendien waren er nog andere problemen voor Evans. Toen de producer op zoek ging naar geld om de film te financieren, kwam hij via Karen Greenberger terecht bij Roy Radin. Op 13 mei 1983 werd Radin vermoord en enkele weken later werd zijn lichaam teruggevonden. Evans werd een hoofdverdachte in de moordzaak. Uiteindelijk werd Karen Greenberger schuldig bevonden. Ze kreeg een levenslange gevangenisstraf.
- Nicolas Cage, die Vincent Dwyer speelt, heet in het echt Nicholas Coppola. Hij is de neef van de regisseur. Mike Coppola, een andere neef van de regisseur, vertolkt in de film een figurantenrol. En ook dochter Sofia Coppola speelt een figurantenrol.
- Het personage Vincent Dwyer is gebaseerd op gangster Vincent Coll.
- Het personage Bumpy Rhodes van Laurence Fishburne is gebaseerd op Bumpy Johnson. In de film Hoodlums (1997) wordt Bumpy Johnson vertolkt door Fisburne.
- Gregory Hines en Maurice Hines spelen in de film de Williams-broers. Ook in het echt zijn ze broers.
- Deze film is de derde samenwerking tussen Francis Ford Coppola en Laurence Fishburne. Eerder werkten ze samen aan Apocalypse Now (1979) en Rumble Fish (1983).